# Chiesa di San Giovanni Battista (Mildenhall, Wiltshire)
La chiesa di San Giovanni Battista (in inglese St John the Baptist's church) è la parrocchiale anglicana che si trova a Mildenhall, villaggio principale nella omonima parrocchia civile della contea del Wiltshire nel Sud Ovest dell'Inghilterra, Regno Unito. Il luogo di culto risale al  X secolo, rientra nella diocesi di Salisbury ed è considerato monumento classificato di prima categoria per il suo particolare interesse storico e architettonico.

## Storia

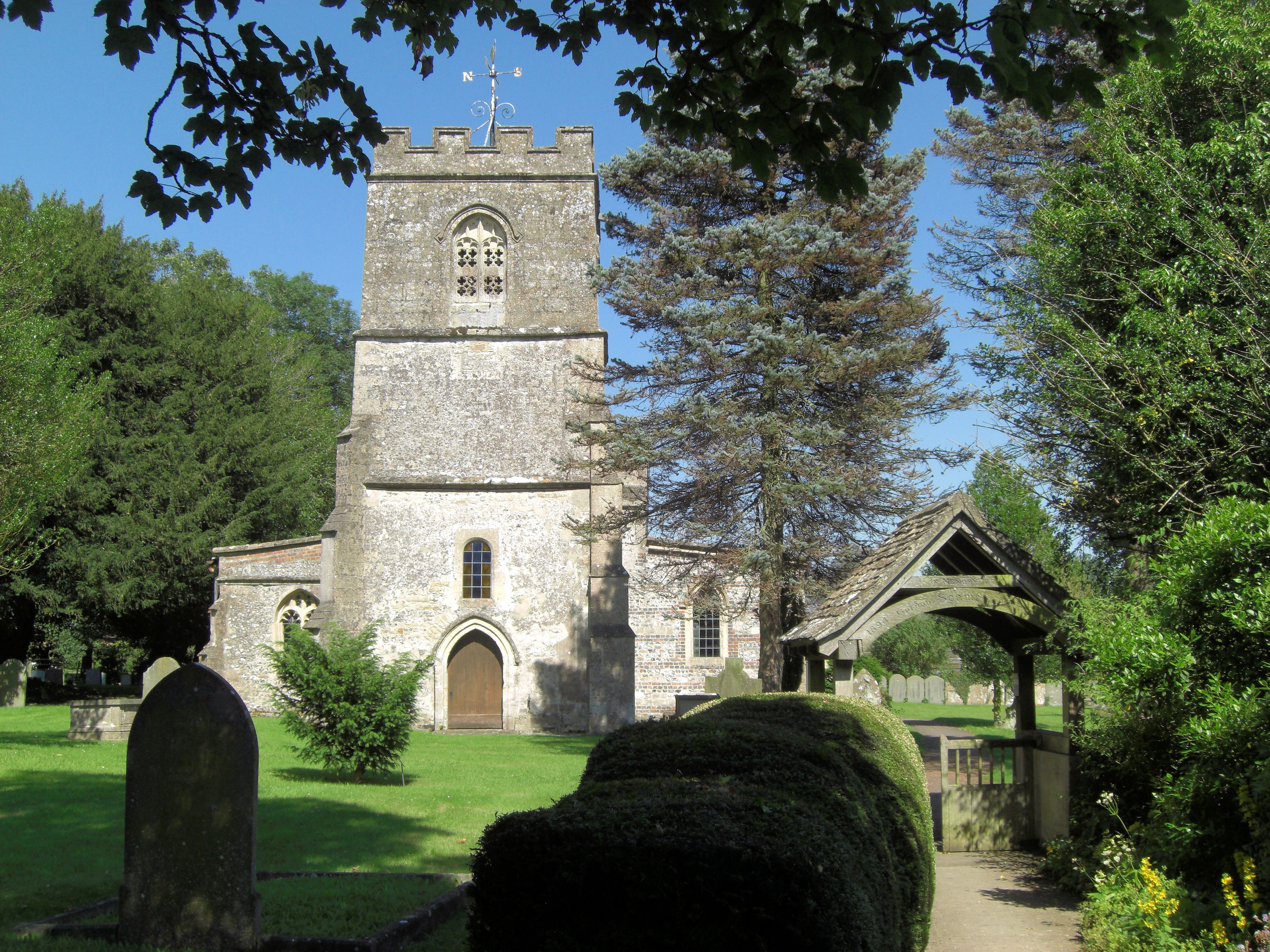
Esterni della chiesa con il cimitero della comunità

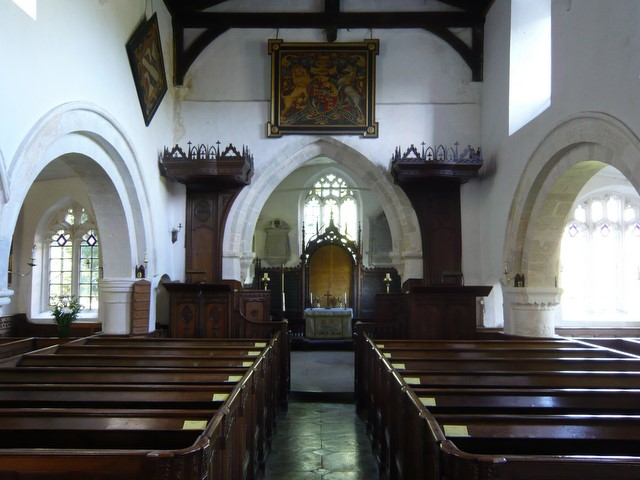
Sala con la navata centrale e le due navate laterali

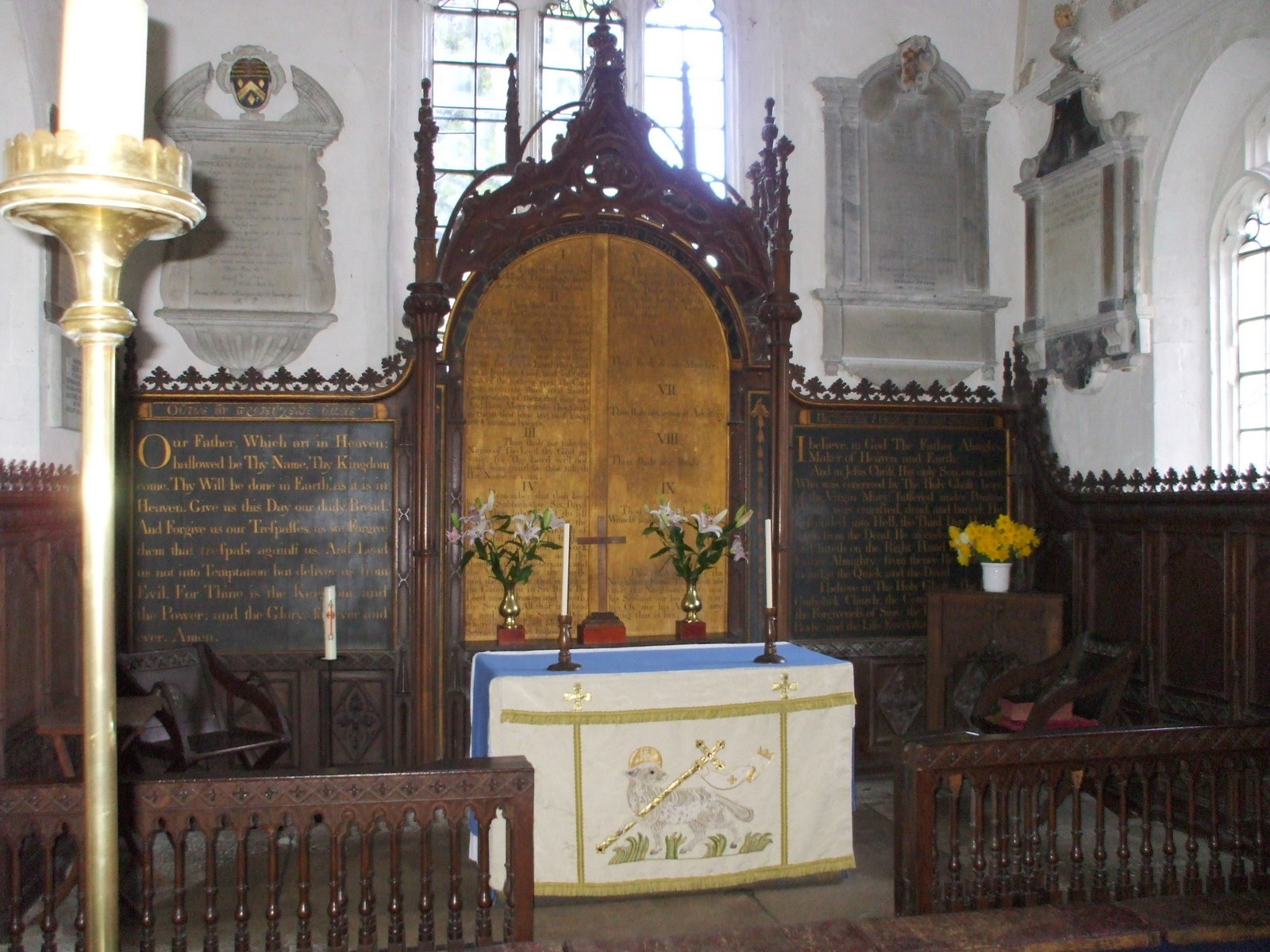
Presbiterio con altare principale preceduto dalla balaustra in legno

Nell'804 l'abate di Glastonbury si assicurò un pezzo di terra per costruire una nuova chiesa. La chiesa parrocchiale anglicana venne edificata solo più tardi e risale al X secolo. Nel 1297 il patrocinio della canonica fu assegnato con il maniero di Mildenhall a John de Meriet e a sua moglie Mary e rimase legata al maniero fino al 1460. Tra il 1404 e il 1422 il patronato fu esercitato dai feudatari di Walter, Lord Hungerford. Nel 1485 Sir Walter Hungerford, figlio di Robert, Lord Hungerford, rivendicò l'avvocatura come parte dei beni ereditari del padre. Alla fine del XV secolo furono presentati i fiduciari di Robert. Negli anni venti del XV secolo l'unione delle chiese di Mildenhall e Welford fu autorizzata dal papa per un titolare di Welford ma l'unione ebbe vita breve. Una concessione della successiva presentazione fu fatta dalla regina a John Walker e ad altri nel 1546. Nel 1630 la Corona presentò sulla traslazione del titolare, Walter Curle, vescovo di Rochester, a Bath e Wells. La canonica aveva un rendita per vivere nel decanato di Marlborough. Nei primi anni del 1830 il reddito medio annuo del rettore era alto, riceveva le decime dall'intera parrocchia e nel 1269 aveva avuto diritto anche a quelle da una parte di un prato vicino allo stagno dei pesci del re a Preshute. Non è stato trovato alcun riferimento successivo alle decime dovute dal prato. Le rendite di tutti i mulini della parrocchia erano state commutate entro il 1705. Le decime rimanenti furono commutate e nel 1838 fu stabilito un canone di affitto annuale. La canonica del 1671 fu forse quella costruita in mattoni e pietra che sorgeva a ovest del sentiero che conduceva alla chiesa nel 1776. Dopo il 1862 una grande nuova casa in stile XVIII secolo fu costruita a ovest del villaggio di Mildenhall. Una veranda sui lati sud e ovest e un piano in più furono aggiunti in seguito alla casa. La casa fu venduta e ne fu costruita una nuova a nord della chiesa nel 1965. Con testamento provato nel 1433 Thomas Poulton, vescovo di Worcester, lasciò in eredità 120 pecore alla chiesa di Mildenhall per una veglia da tenere e messe da celebrare annualmente.
All'inizio del XVII secolo i titolari erano personalità eminenti e i curati servivano la parrocchia. Walter Curle, rettore dal 1619 al 1629, fu eletto vescovo di Rochester nel 1628 e tenne brevemente Mildenhall in commenda. Richard Steward, rettore dal 1629 al 1641, fu in seguito un importante esule monarchico. George Morley, che fu rettore dal 1641 al 1645 e presentò una petizione per far restaurare la vita nel 1660, fu eletto vescovo di Winchester nel 1662. Nel 1783 si tenevano un servizio mattutino con un sermone e un servizio pomeridiano ogni domenica e c'erano servizi aggiuntivi nella Settimana Santa, a Pentecoste e a Natale. La comunione veniva celebrata nelle tre principali festività. Nel 1812 ci fu una quarta celebrazione annuale della comunione. La chiesa è costruita principalmente con macerie e mattoni e conci, ha un presbiterio, una navata centrale, un portico a sud e una torre occidentale. Il presbiterio e la navata furono ricostruiti alla fine del XII secolo, ma i portici, di cui il portico a sud è il più antico, probabilmente seguono le linee dei muri precedenti. L'arco della torre fu probabilmente aggiunto subito dopo quella ricostruzione e le finestre nella parte centrale e inferiore della torre, che hanno uno stile che ricorda l'XI secolo, potrebbero essere anch'esse del XII secolo. Nel XIII secolo furono inseriti il portale occidentale e una finestra a lancetta nella navata laterale a sud, ma la maggior parte delle finestre sono del XV secolo e dell'inizio del secolo successivo. Il piano superiore della torre, il cleristorio e il tetto della navata risalgono al tardo Medioevo. Nei primi anni del XVII secolo il tetto della navata fu abbellito con pendenti e parzialmente coperto, e più o meno nello stesso periodo fu realizzato il soffitto del presbiterio a volta e a pannelli. Gran parte delle vetrate medievali fu distrutto durante la guerra civile. Le balaustre dell'altare di fine XVIII secolo potrebbero essere contemporanee agli inginocchiatoi in pelle per la comunione del 1796. La chiesa fu restaurata nel 1816 quando dodici membri della parrocchia, uomini ricchi e influenti, riferirono che la chiesa era in profondo decadimento. Sotto la guida del rettore, Charles Francis, decisero di rinnovare l'interno. In questa occasione fu inserita una grande finestra nel cleristorio sud e fu ricostruito il portico sud. Un maestro falegname progettò e costruì gli stalli dei banchi, il pulpito e il leggio abbinati e la galleria nella navata. L'arredamento del presbiterio e i pannelli risalgono alla fine del XVIII secolo. La navata centrale e le navate laterali furono riarredate in uno stile tardo gotico georgiano con panche a cassetta, una galleria occidentale e un pulpito bilanciato da un leggio, tutto in quercia. Ulteriori restauri ebbero luogo nel 1871, nel 1949 e nel 1982. Nel 1553 c'erano tre campane che nel 1596 furono sostituite da quattro nuove campane, e cinque nuove campane furono fuse nel 1801. Quelle campane furono appese nella chiesa nel 1982.

## Descrizione
L'English Heritage ha inserito dal 22 agosto 1966 la chiesa di San Giovanni Battista a Mildenhall tra gli edifici storici come monumento classificato di prima categoria col numero 1365445.
La chiesa appartiene alla diocesi di Salisbury.

### Esterni
La chiesa parrocchiale anglicana di San Giovanni Battista si trova nella parte meridionale dell'abitato del villaggio di Mildenhall nel Sud Ovest dell'Inghilterra, Regno Unito. La chiesa è costruita principalmente con macerie e mattoni e conci. La torre si alza a occidente rispetto alla navata, le sue parti inferiori sono certamente di origine sassone e mostrano chiaramente le pietre angolari tra i corsi. Probabilmente questa è l'unica parte in pietra di una chiesa originale con pareti che sono spesse circa 1,5 metri e includono una finestra grezza sul lato sud che è stata a lungo murata. La torre si conclude con una terrazza ed un parapetto con merlatura. Il portico a sud è il più antico. L'arco della torre fu probabilmente aggiunto subito dopo la ricostruzione e le finestre nella parte centrale e inferiore della torre potrebbero essere anch'esse del XII secolo. Nel XIII secolo furono inseriti il portale occidentale e una finestra a lancetta nella navata laterale a sud, ma la maggior parte delle finestre sono del XV secolo e dell'inizio del secolo successivo. Il piano superiore della torre risale al tardo Medioevo. Le campane sono state sistemate nella cella campanaria dopo gli ultimi interventi che le hanno riguardato nel 1982.

### Interni
La sala è di grandi dimensioni, suddivisa in tre navate da sei archi con colonne in pietra in stile normanno, risalenti al XII secolo, quando fu iniziato l'edificio principale in pietra. Le colonne sulla navata laterale sud hanno mensole scolpite, tutte diverse tra loro. Sul lato nord le mensole sono tutte semplici. La colonna immediatamente a sinistra entrando fa parte di un dipinto murale medievale, scoperto solo nel 1981 durante i lavori di restauro svolti in quel periodo. Il cleristorio e il tetto della navata risalgono al tardo Medioevo. Nei primi anni del XVII secolo il tetto della navata fu abbellito con pendenti e parzialmente coperto, e più o meno nello stesso periodo fu realizzato il soffitto del presbiterio a volta e a pannelli. Gran parte delle vetrate medievali fu distrutto durante la guerra civile. Le balaustre dell'altare di fine XVIII secolo potrebbero essere contemporanee agli inginocchiatoi in pelle per la comunione del 1796. Gli stalli dei banchi, il pulpito, il leggio e la galleria nella navata risalgono alla fine del XVIII secolo e sono opera di un maestro falegname che li progettò, utilizzando per molte parti legno di quercia. Alcuni dei piccoli pannelli di vetro colorato nella parte superiore della finestra orientale sono tra i più antichi della contea. Il monumento più antico nel santuario interno risale al 1647.